# Adolf Fritzen
Adolf Fritzen, född 10 mars 1838 i Kleve, död 7 september 1919 i Strassburg, var en tysk romersk-katolsk kyrkoman. Han var bror till Aloys och  Karl Fritzen.
Fritzen blev 1891 biskop i Strassburg. Han blev i juli 1919 som tysksinnad på fransk hemställan ersatt som biskop i Strassburg med Nancybiskopen Charles Joseph Eugène Ruch och utnämnd till titulärärkebiskop av Mocessus.